# Skrbeň
Skrbeň (latinsky Scriben (1174), německy Kirwein (1771)) je obec v okrese Olomouc v Olomouckém kraji. Svým územím zasahuje na severu do CHKO Litovelské Pomoraví. Žije zde přibližně 1 100 obyvatel.

## Název
Jméno vesnice (původně mužského rodu) bylo odvozeno od osobního jména Skrben (které je založeno na praslovanském slovesném kořenu skrъb- - „rmoutit se”) a znamenalo „Skrbnův majetek”. Německé jméno vzniklo z českého.

## Historie
Oblast kolem dnešního zastavěného území byla hojně osídlena již v pravěku. Přítomnost lidí dokládají archeologické nálezy z mladší doby kamenné na Hradisku, které se nachází v těsné blízkosti obce. Archeologové zde objevili kůlové jamky či zásobnicové jámy, kamenné nástroje, střepy keramických nádob a dokonce i pozůstatky koster.
První písemná zmínka o vesnici pochází z roku 1174, kdy obec přešla do majetku olomoucké kapituly. Poté byla zhruba od 13. století do roku 1848 v držení drobné šlechty.

## Obyvatelstvo
| Rok            | 1869 | 1880 | 1890 | 1900 | 1910  | 1921 | 1930 | 1950 | 1961  | 1970  | 1980  | 1991 | 2001  | 2011  | 2021  |
| -------------- | ---- | ---- | ---- | ---- | ----- | ---- | ---- | ---- | ----- | ----- | ----- | ---- | ----- | ----- | ----- |
| Počet obyvatel | 760  | 757  | 820  | 913  | 1 000 | 969  | 994  | 904  | 1 015 | 1 134 | 1 122 | 983  | 1 038 | 1 141 | 1 116 |
| Počet domů     | 106  | 115  | 122  | 133  | 145   | 147  | 179  | 214  | 232   | 242   | 259   | 280  | 286   | 314   | 332   |

## Obecní správa
Mezi lety 1869–1979 Skrbeň byla obcí v okrese Olomouc (1869–1910), poté v okrese Olomouc-venkov (1921–1930), poté v okrese Olomouc-okolí (1950) a později v okrese Olomouc. Od 1. ledna 1980 do 23. listopadu 1990 patřila jako část obce k Horce nad Moravou a od 24. listopadu 1990 je opět samostatnou obcí.

### Obecní symboly
Znak a vlajka byly obci uděleny rozhodnutím předsedy Poslanecké sněmovny Parlamentu České republiky dne 9. prosince 1996.

## Doprava
- Obcí Skrbeň prochází mnoho silnic třetí třídy. Nejdůležitější silnice třetí třídy spojuje Skrbeň s Horkou nad Moravou.
- Dopravní spojení na znamení: Do obce Skrbeň zajíždí každodenně autobusová linka IDSOK č. 18. V obci se nachází železniční zastávka na trati č. 275 Olomouc - Drahanovice.

## Pamětihodnosti
- socha svatého Floriána – barokní socha, vytvořená Václavem Renderem v roce 1706, původně zdobila olomoucké Dolní náměstí. Na nádvoří skrbeňského statku byla převezena roku 1742.[6]
- kostel svatého Floriána
- tvrz

## Osobnosti
- Ignát Vrba (1835–1890), římskokatolický duchovní, zemský poslanec
- Berthold Hatschek (1854–1941), rakouský zoolog
- Josef Petřek (1881–1943), učitel, oběť nacismu, otec pravoslavného kněze a světce Vladimíra Petřka.[11]

## Galerie

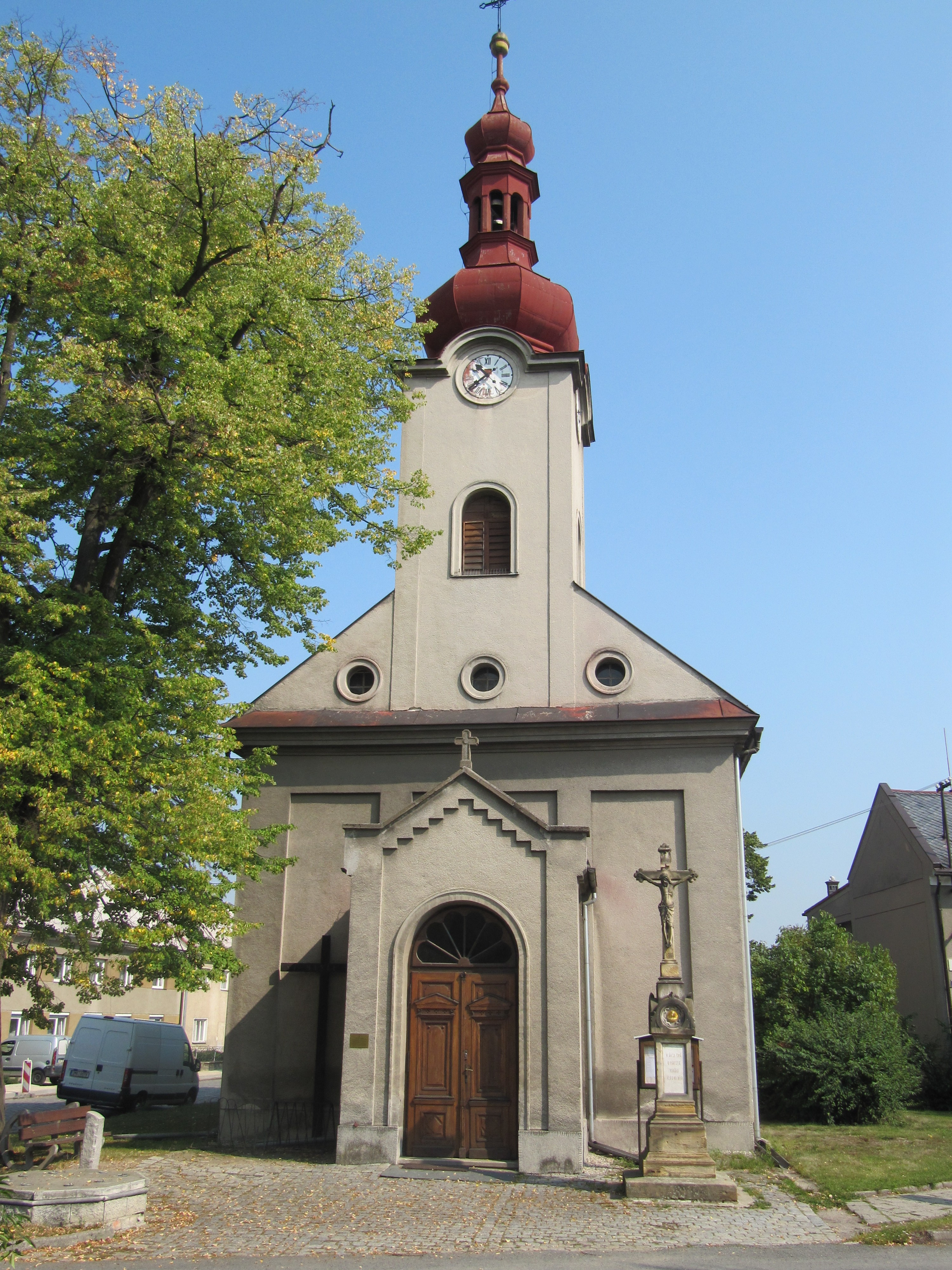
Kostel svatého Floriána z roku 1835
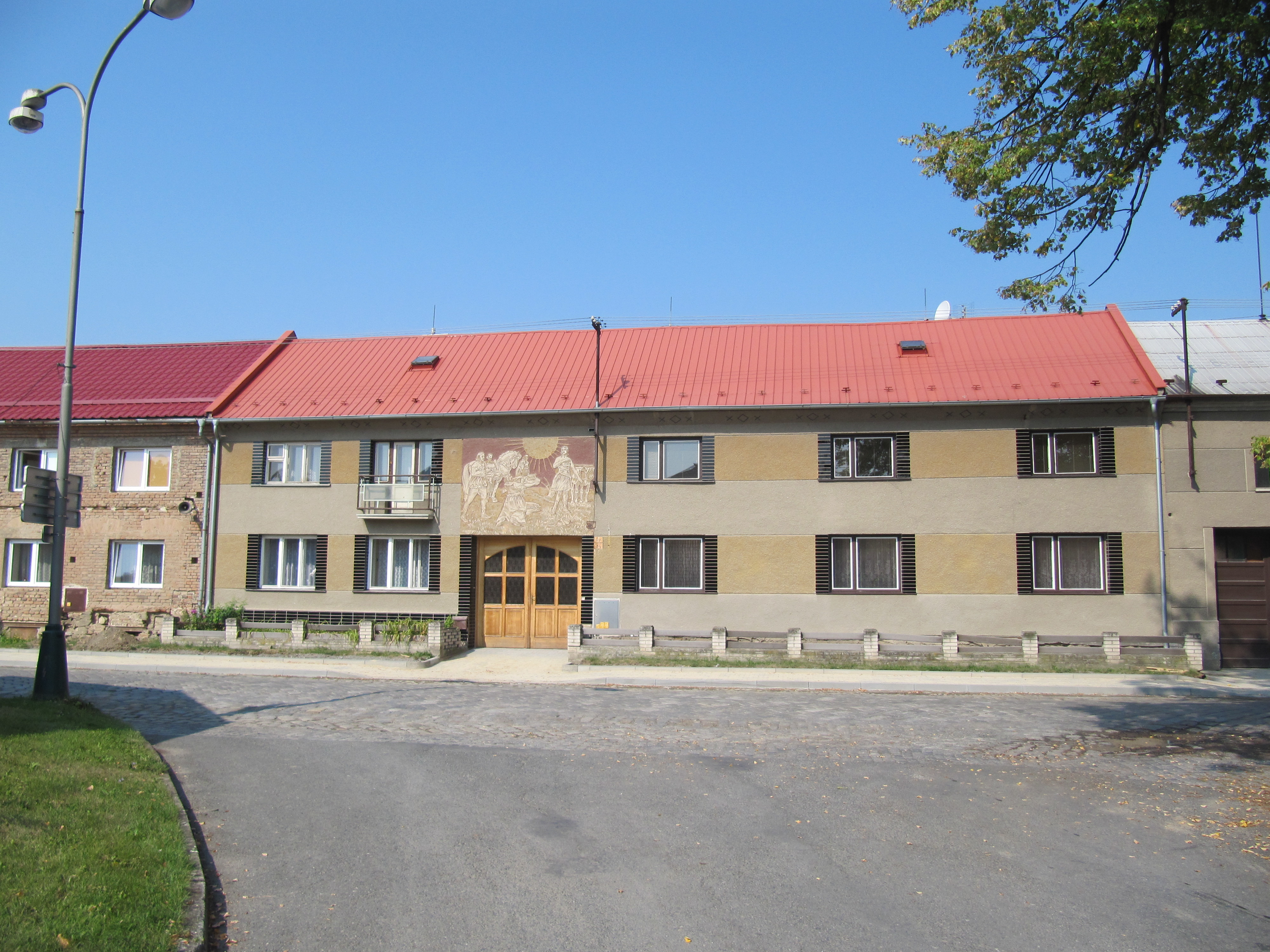
Dům č.p. 24 se sgrafitem od Františka Flasara
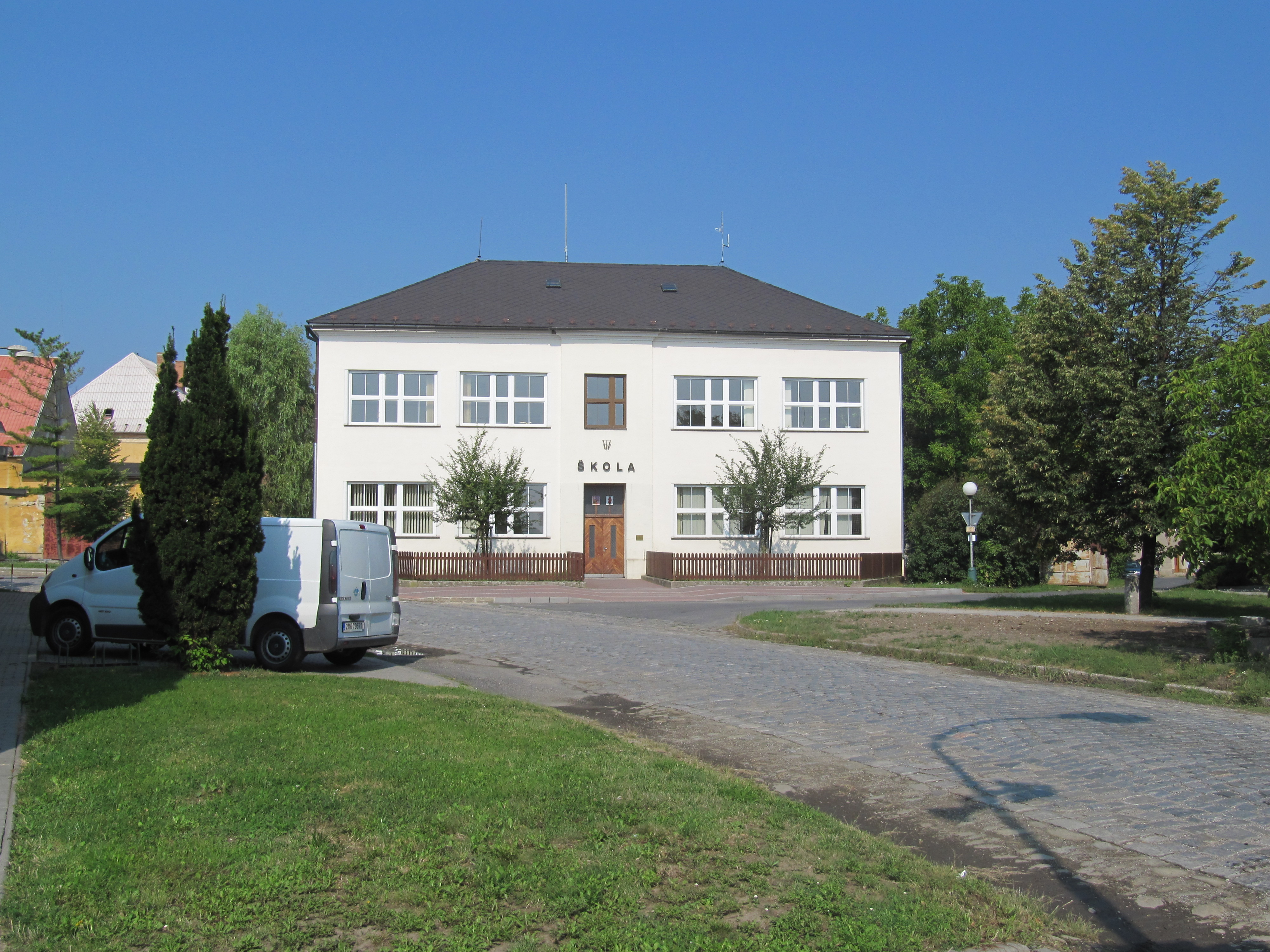
Škola
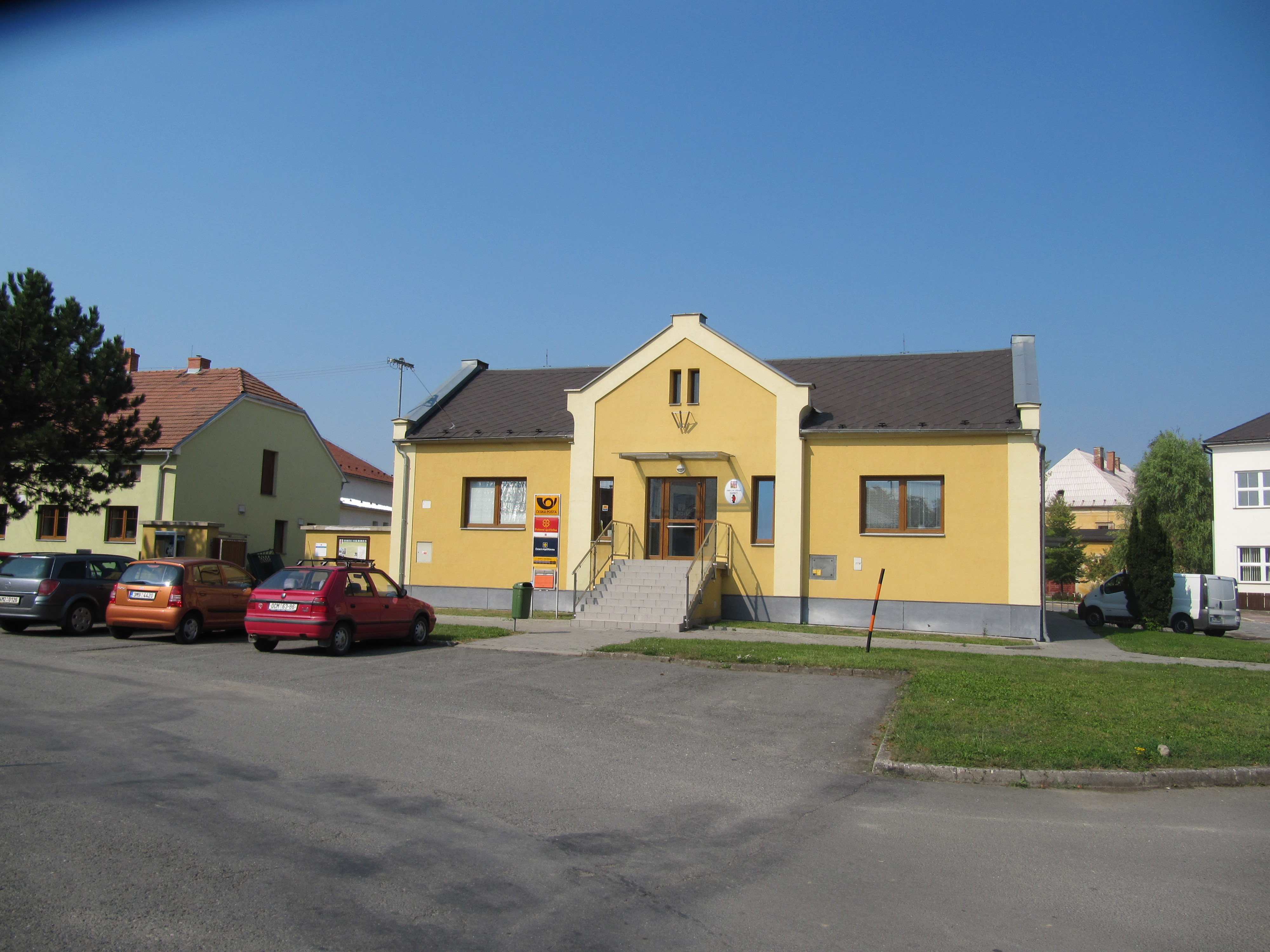
Obecní úřad